# Vladan Matić
Vladan Matić (magyar átírással Vládán Mátics, cirill írással Владан Матић, Szabács, 1970. április 28. –) magyar állampolgársággal is rendelkező szerb nemzetiségű kézilabdaedző, volt jugoszláv válogatott kézilabdázó, aki 2021-ig a magyar férfi kézilabda-bajnokság első osztályában szereplő Grundfos Tatabánya KC férfi felnőtt kézilabda-csapatának vezetőedzője volt.
Vladan Matić Šabacon, az akkori Jugoszlávia, a mai Szerbia területén található városban született. E város számára meghatározó volt, hiszen az 1980-as években e városból került ki Európa legerősebb csapata, a kétszeres BL-győztes, valamint 7-szeres jugoszláv bajnok és 4-szeres jugoszláv kupagyőztes csapat, a Metaloplastika.

## Pályafutása

### Pick Szeged
A jugoszláv válogatott balszélső 31 évesen, 2001. június 7-én érkezett a Pick Szeged kézilabda-csapatához a jugoszláv Partizan Beogradból. A szurkolók által csak Matkénak becézett sportoló játékosként öt és fél, edzőként két és fél évet töltött el a csapatnál. Vladan kezdetben csak játékosként segítette a Picket, de később, Kovács Péter valamint Zoran Kurteš vezetőedzők ténykedése alatt már a segédedzői feladatokat is ellátta.
A Pick 2006/2007-es idénye nem kezdődött valami jól. Az ebben az idényben szegedi kispadon debütáló Zoran Kurteš irányítása alatt a szegedi csapat a Magyar Kupa címvédőjeként, hazai pályán, hatalmas meglepetésre kiesett a Tatabánya csapata ellen. A szegediek a BL-ben sem teljesítettek valami jól. Bár a csoport-körből nagy nehézségek árán sikerült továbbjutnia a Picknek, a nyolcad-döntőben a spanyol Valladolid összesítésben mindössze 1 góllal jobbnak bizonyult a magyar csapatnál.
A 2007-es évben egy a Dunaferrtől elszenvedett tízgólos vereség után (32–22) Zoran Kurtešt menesztették az 1961-ben alapított klubtól.
Ezt követően az ekkor már edzői képesítéssel is rendelkező Vladan Matićot nevezték ki 2007. február 18-án a magyar él-klub új vezetőedzőjévé. A korábban visszavonulást fontolgató játékos ezzel profi játékosi karrierjét befejezte, s minden erejével a vezetőedzői feladatokra koncentrált. Később szerepelt még az NB I/B-s Dorozsma színeiben is, amolyan „levezetés” gyanánt. A fiatal tréner a Nyíregyháza ellen debütált (38–26) győzelemmel.
A csapat nagy nehézségek árán 2007-ben eljutott az elődöntőig, ahol egy ötmeccses, Dunaferr elleni továbbjutás után a bajnoki döntőt végül 3:1-re nyerte meg a Tisza-parti alakulat, az örök rivális, MKB Veszprém legyőzésével. 1996 után újból bajnok lett a Pick Szeged.
2008-ban Szegeden a Pick megnyerte a magyar kupát Matić vezérletével. A bajnokságban ezüstérmes lett a csapat, ahol a Veszprém egy ötmeccses csata utána hódította vissza a bajnoki serleget. A 2007-2008-as BL-kiírásban az első csoportkörön veretlenül, 6 mérkőzésen 6 győzelemmel jutott túl a Matić-csapat. Ilyen eredményt még sohasem ért el szegedi együttes.
A 2008-2009 szezon már nem volt ennyire sikeres, „csak" két ezüstérem jutott a csapatnak, a Veszprém mindkét fronton – bajnokság és kupa – megelőzte a Szegedet. A BL-csoportkörben a magyar csapat 2 igazi nagyágyúval került össze, a Croatia Zagrebbel és a Rhein-Neckar Löwennel.
A csoportban megszerzett 3. hely a KEK-be való átsorolást jelentett, ahol a legjobb nyolcig masírozott a Pick, itt a német Nordhorn csapata parancsolt megálljt a Szegednek.
Matić éppen a germánok elleni, kinti vesztes meccs (34-25) után mondott le, de a játékosok kiálltak mellette, így maradhatott a kispadon.
A Pick Szeged a 2009-2010-es szezont is a szerb edzővel kezdte, ám 2009. október 22-én, egy Kecskemét ellen elszenvedett súlyos (40-32) és nem várt vereséget követően a szegedi kézilabda-csapat és Vladan Matić közös megegyezéssel szerződést bontott egymással.
A Tisza-parti együttes Matić közel hároméves munkássága alatt egy bajnoki és egy magyar kupa-győzelmet könyvelhetett el 2 bajnoki ezüst, 1 kupa-ezüst és 1 szuperkupa-ezüst mellett . Az akkor 39 éves szakember minden idők legsikeresebb szegedi trénerének számított.
A Szegedtől való távozás után Matićnak nem kellett sokáig várnia az új kihívásra, mindössze 2 héttel szegedi menesztését követően a kiesés ellen menekülő, s a magyar férfi kézilabda-bajnokság első osztályában való bennmaradást célul kitűző Ferencváros csapatának megkeresésére azonnal munkába állt a fővárosi klubnál.
2008 októberétől Hajdu János szövetségi kapitány kérésére Vladan Matić Csoknyai István mellett a Magyar válogatott másodedzői feladatait is ellátta. Irányításukkal a magyar csapat a 6. helyen végzett a horvátországi világbajnokságon. Hajdu János távozását követően Matić továbbra is ellátta a másodedzői feladatokat az új szövetségi kapitány, Csoknyai István mellett. A 2010-es balul sikerült Európa-bajnokságot követően, Matić 2010 februárjában lemondott posztjáról.

### Ferencvárosi TC
2009. novemberétől tehát Matićra egy új fajta kihívás várt. Egy gyengébb erőkből álló csapatot kellett átvennie, s azzal lehetőleg az NB1-ben maradást kiharcolnia. Mint ez később kiderült, sikerült is. Az alapszakaszban sokáig harcban volt a Fradi a biztos bennmaradást jelentő 8. hely megszerzéséért, de több döntetlennel és vereséggel végződő mérkőzés után, az sajnos nem sikerült. A rájátszásban kellett kiharcolni a legfelső osztályban maradást. Az alapszakaszbeli 9. helynek köszönhetően az FTC 4 plusz-pontot szerzett a rájátszásra, ami nagy előnyt jelentett a többi riválissal szemben. A rájátszás 4 győzelemmel és 2 vereséggel zárult a ferencvárosiak számára, így bennmaradt a budapesti gárda a 12 csapatos magyar bajnokságban. Összességében Matić csapata a 9. helyen végzett, s így 3 csapatnál bizonyult jobbnak az NB1-ben. A magyar csapat a 2009-2010-es szezonban nemzetközi kupában is indulhatott, a KEK-ben, mivel a 2009-es Magyar Kupa döntőn Fradi előtt bronzérmet szerző Gyöngyös, anyagi okokból, nem vállalta e nemzetközi sorozatban való indulást. A pestiek a 3. körben kapcsolódtak be a kupa-sorozatban, ahol az ellenfél egy igen erős alakulat, a szlovén RK Cimos Koper volt. A ferencvárosiak 2 vereséget szenvedtek, s búcsúztak a nemzetközi kupa-szerepléstől. A budapesti csapat vezetői összességében elégedettek voltak a csapat 2009-2010. idényben mutatott teljesítményével, így Matić a következő idényben is vezetőedzőként irányíthatta a ferencvárosiakat. Tréneri teendői mellett, ha az idő engedte, pályára lépett az NB 2-es Makói KC kézilabda-csapatában is, amelyben irányítóként segítette a csongrádi, NB I/B-s szereplésért küzdő alakulatot. 
A 2010-2011-es bajnoki évad még sikeresebb volt, mint az azt megelőző szezon. A Fradi az 1980-as bajnoki idényt követően ismét dobogóra állhatott. Az év eleji igazolások (Buday Dániel, Igor Kos, Bakos György, Paul Teodor) előrevetítették annak a lehetőségét, hogy a fővárosi alakulat eredményesebben szerepeljen az új szezonban. Az alapszakaszban, a Veszprém kivételével, hazai pályán valamennyi a megelőző bajnoki évben érmes helyezést elérő csapatot legyőzött vagy megszorongatott az FTC csapata (FTC-Tatabánya: 28: 21; FTC-MKB Veszprém: 22:34; FTC: Pick Szeged: 24:25). Ezen eredmények mellett, természetesen a magyar bajnokság többi csapata ellen is helytállt a ferencvárosi gárda, így a 3. helyen végzett az alapszakaszban a „Matić-legénység”. Az elődöntőben a Budapestiek ezzel elkerülték a bajnoki címvédő Veszprém csapatát, s a Pick Szeged ellen vívhatták a 2 győzelemig tartó rájátszást. Óriási lehetőség mutatkozott a bajnoki döntőbe kerülésre, mivel a szegediek az egész év során hullámzó teljesítményt nyújtottak. A csongrádi megyeszékhelyen megvívott első mérkőzést a szegediek nyerték 10 góllal (35:25), s a második, a fővárosban megrendezett összecsapást is az alföldiek nyerték, 1 góllal (27:28), habár az 59. perc végéig csak az FTC vezetett ez utóbbi meccsen. Matić tanítványainak így a bajnoki bronzért kellett harcba szállniuk a Tatabánya ellen. A 3 győzelemig tartó párharcban 5 mérkőzésen dőlt el bajnoki dobogó legalsó fokának sorsa, a Fradi javára. Öt rendkívül szoros viadalt vívott egymással a pest megyei és komárom-esztergom megyei székhely csapata, de a hazai pálya előnye, a fővárosiak számára kedvezett. Több, mint három évtizedet követően szerzett újból érmes helyezést a Ferencváros csapata, a szerb trénernek köszönhetően. 
A magyar kupában is szép eredményeket ért el csapatával a délszláv mester. A 4. fordulóban, a legjobb 8 közé jutásért FTC-Pick Szeged mérkőzést rendeztek. Matić sikerrel vette az akadályt, s elbúcsúztatta korábbi munkaadóját e verseny-sorozattól. A Ferencváros, hazai pályán, 25:24-es győzelmet aratva ejtette ki a csongrádiakat.  A kupa következő körében, az elődöntőbe jutásért, a Veszprém ellen kellett volna pályára lépnie a fővárosiaknak, de a kiemelés körülményeit vitatva, ezt végül nem tették meg. Összességében a 2010-2011-es idény, siker volt a fővárosi kézilabda-csapat számára. A bajnoki bronzéremnek köszönhetően, a kézilabdázók a nemzetközi kupaszereplésben, az EHF-kupában, való indulás jógát is kiharcolták. Igaz, mint később kiderült a Ferencváros egyesülni fog a PLER KC csapatával, így az EHF-kupagyőztesek Európa-kupájában indulhat majd a nemzetközi megmérettetésben (a PLER KC Magyar Kupa-döntőt játszott, és így szerzett jogot az előbb említett sorozatban való indulásra).
Időközben olyan hírek érkeztek a sajtótól, miszerint Vladan Matić vezetőedző klubot vált. Mint később kiderült, a híresztelések valónak bizonyultak, a szerb edző bő 10 év után távozik Magyarországról, s az egykori BL-győztes szlovén RK Celje csapatának szakmai munkáját irányítja majd 2011. nyarától.

### RK Celje
A Celje kézilabda-csapata egyeduralkodónak számított a szlovén bajnokságban egykoron. A 2000-es évek végén, a világgazdasági-válság hatására, a délszláv alakulat, sok más klubhoz hasonlóan, anyagi nehézségekkel kellett, hogy szembenézzen. Számos, a klubban szereplő híresebb játékos hagyta el a gárdát, a csökkenő bérezések, s az egyre gyengébb hazai, valamint nemzetközi szereplés miatt. 2011-ben, miután a sörgyári alakulat története egyik leggyengébb szereplését nyújtotta, s a szlovén bajnokságban csak a 3. lett (a Cimos Koper és a Gorenje Velenje mögött), s a szlovén kupa-döntő bronzmérkőzésén is vereséget szenvedett (Celje-Ribnica: 25:26), a vezetők váltásra szánták el magukat. Egy fiatal, lendületes edzőt kerestek, akivel új csapatot építhetnek. E jellemzésnek Vladan Matić megfelelt, így a felek 2 éves szerződést kötöttek egymással. Időközben a délszláv gárda financiálisan is „rendbejött”, s habár költségvetése 3 millió euróról a felére, 1,5 millióra csökkent, tovább működhet biztos háttérrel.
A szerb tréner irányításával a szlovén csapat már az első évben sikeres lett, s a 2012. március 4-én megrendezett szlovén kupadöntőn az éppen regnáló szlovén bajnok Cimos Koper-t győzte le 26:21-re. A kupa-finálé 41. percében még a Koper vezetett 18:14-re, ám az 50. minutumban már 20:19-et mutatott az eredmény-jelző a Celje javára. A Koper a mérkőzés utolsó 19 percében mindössze 3 találatot szerzett, így az egykori BL-győztes alakulat megérdemelten hódította el a szlovén kupagyőztes címét.

## Edzői pályafutásának főbb állomásai
- Pick Szeged férfi kézilabda-csapatának vezetőedzője (2007. február 20. – 2009. október 22.)
- Magyar férfi felnőtt kézilabda-válogatott másodedzője (2008. október – 2010. február 24.)
- Ferencvárosi TC férfi kézilabda-csapatának vezetőedzője (2009. november 3. – 2011. június)
- Rk Celje férfi kézilabda-csapatának vezetőedzője (2011. július – 2013. december )
- Szerb férfi felnőtt kézilabda-válogatottjának vezetőedzője (2014. január – 2014. június )
- Grundfos Tatabánya KC férfi kézilabda csapatának vezetőedzője (2014. június – 2021. október 23.)[43]

## Eredményei játékosként

### Világbajnokság
Jugoszlávia színeiben: 105-szörös válogatott.
- - 1999 Egyiptom: - 3. hely 
  - 2001 Franciaország: 3. hely

### RK Partizan (Belgrád)
- - 1 jugoszláv bajnoki aranyérem: 1998/1999
  - 1 jugoszláv kupa arany: 2000/2001

### Pick Szeged
- - 5 magyar bajnoki ezüstérem: 2001/2002; 2002/2003; 2003/2004; 2004/2005; 2005/2006
  - 1 magyar kupa aranyérem: 2005/2006
  - 4 magyar kupa ezüstérem: 2001/2002; 2002/2003; 2003/2004; 2004/2005
- Magyar bajnokság: 137 meccs: 412 gól.
- Nemzetközi szereplés: 40 meccs: 65 gól.
- Összesen: 177 meccs, 477 gól

## Eredményei edzőként

### Pick Szeged
- - 1 magyar bajnoki aranyérem: 2006/2007
  - 1 magyar kupa aranyérem: 2007/2008[45]
  - 2 magyar bajnoki ezüstérem: 2007/2008; 2008/2009
  - 1 magyar kupa ezüstérem: 2008/2009
  - 1 magyar szuperkupa ezüstérem: 2009[46]

- 122 meccs, 90 győzelem, 4 döntetlen, 28 vereség, 3701 dobott gól – 3118 kapott gól.
- Magyar bajnoki mérkőzések edzőként: 86 bajnoki, 68 győzelem, 4 döntetlen, 16 vereség. 2638 dobott gól, 2183 kapott gól.
- Magyar kupa: 9 mérkőzés, nyolc győzelem, egy vereség, 292–217.
- Nemzetközi porond: 27 meccs, 14 győzelem, 2 döntetlen, 11 vereség, 771–718.

### Ferencvárosi TC
- - 1 magyar bajnoki bronzérem: 2010/2011

### RK Celje
- - 1 szlovén kupa aranyérem: 2011/2012

## Matić eddigi nemzetközi tétmérkőzései csapataival

### Pick Szeged[47]
| Szezon  | Kupasorozat     | Forduló        | Időpont            | Helyszín    | Hazai csapat                 | Vendég csapat                | Eredmény      |
| ------- | --------------- | -------------- | ------------------ | ----------- | ---------------------------- | ---------------------------- | ------------- |
| 2007–08 | Bajnokok Ligája | 1. Csoport-kör | 2007. október 3.   | Velenje     | RK Gorenje Velenje           | Pick Szeged                  | 17-29 (4-14)  |
|         |                 | 1. Csoport-kör | 2007. október 7.   | Szeged      | Pick Szeged                  | HC Bosna Sarajevo            | 39-24 (15-10) |
|         |                 | 1. Csoport-kör | 2007. október 14.  | Breszt      | HC Meshkov Brest             | Pick Szeged                  | 22-24 (12-14) |
|         |                 | 1. Csoport-kör | 2007. november 11. | Szarajevó   | HC Bosna Sarajevo            | Pick Szeged                  | 24-37 (8-19)  |
|         |                 | 1. Csoport-kör | 2007. november 17. | Szeged      | Pick Szeged                  | RK Gorenje Velenje           | 30-22 (15-11) |
|         |                 | 1. Csoport-kör | 2007. november 24. | Szeged      | Pick Szeged                  | HC Meshkov Brest             | 33-24 (12-9)  |
|         |                 | 2. Csoport-kör | 2008. február 10.  | Celje       | Celje Pivovarna Lasko        | Pick Szeged                  | 35-30 (18-13) |
|         |                 | 2. Csoport-kör | 2008. február 17.  | Szeged      | Pick Szeged                  | GOG Svendborg TGI Gudme      | 34-33 (15-19) |
|         |                 | 2. Csoport-kör | 2008. február 23.  | Szeged      | Pick Szeged                  | FC Barcelona                 | 28-33 (15-14) |
|         |                 | 2. Csoport-kör | 2008. március 2.   | Gudme       | GOG Svendborg TGI Gudme      | Pick Szeged                  | 28-25 (11-14) |
|         |                 | 2. Csoport-kör | 2008. március 8.   | Szeged      | Pick Szeged                  | Celje Pivovarna Lasko        | 20-19 (8-7)   |
|         |                 | 2. Csoport-kör | 2008. március 15.  | Barcelona   | FC Barcelona                 | Pick Szeged                  | 28-32 (13-16) |
| 2008–09 | Bajnokok Ligája | Csoport-kör    | 2008. október 5.   | Lack        | Wisla Plock S.A.             | Pick Szeged                  | 16-26 (8-14)  |
|         |                 | Csoport-kör    | 2008. október 12.  | Szeged      | Pick Szeged                  | Rhein-Neckar Löwen           | 24-28 (17-13) |
|         |                 | Csoport-kör    | 2008. október 18.  | Szeged      | Pick Szeged                  | HC Croatia Osiguranje-Zagreb | 30-36 (14-15) |
|         |                 | Csoport-kör    | 2008. november 9.  | Eppelheim   | Rhein-Neckar Löwen           | Pick Szeged                  | 35-28 (15-13) |
|         |                 | Csoport-kör    | 2008. november 15. | Szeged      | Pick Szeged                  | Wisla Plock S.A.             | 26-17 (15-8)  |
|         |                 | Csoport-kör    | 2008. november 22. | Zágráb      | HC Croatia Osiguranje-Zagreb | Pick Szeged                  | 29-25 (14-14) |
| 2008–09 | KEK             | 1/8            | 2009. február 14.  | Dunaújváros | Dunaferr SE                  | Pick Szeged                  | 33-29 (13-18) |
|         |                 | 1/8            | 2009. február 21.  | Szeged      | Pick Szeged                  | Dunaferr SE                  | 28-19 (15-9)  |
|         |                 | 1/4            | 2009. március 29.  | Nordhorn    | HSG Nordhorn                 | Pick Szeged                  | 34-25 (18-12) |
|         |                 | 1/4            | 2009. április 4.   | Szeged      | Pick Szeged                  | HSG Nordhorn                 | 31-26 (15-13) |
| 2009–10 | Bajnokok Ligája | Csoport-kör    | 2009. október 3.   | Szeged      | Pick Szeged                  | Chekhovskie Medvedi          | 32-32 (15-16) |
|         |                 | Csoport-kör    | 2009. október 10.  | Szeged      | Pick Szeged                  | A.C. PAOK                    | 27-24 (15-13) |
|         |                 | Csoport-kör    | 2009. október 17.  | Buzau       | HCM Constanta                | Pick Szeged                  | 32-30 (17-16) |

### Ferencvárosi Torna Club[48]
| Szezon  | Kupasorozat | Forduló | Időpont            | Helyszín | Hazai csapat    | Vendég csapat   | Eredmény      |
| ------- | ----------- | ------- | ------------------ | -------- | --------------- | --------------- | ------------- |
| 2009–10 | KEK         | 3. kör  | 2009. november 21. | Koper    | Ferencvárosi TC | RK Cimos Koper  | 29-34 (13-17) |
|         |             | 3. kör  | 2009. november 22. | Koper    | RK Cimos Koper  | Ferencvárosi TC | 28-22 (14-13) |

## Magánélete
A szegedi évek alatt Vladan Matić megtalálta élete párját, 2004-ben megnősült, majd Heni nevű feleségétől két kisfia, Dušan és Dávid született.